# Total Nonstop Action Wrestling
Total Nonstop Action Wrestling (abreviada como TNA) es una empresa de lucha libre profesional estadounidense fundada en Nashville, Tennessee. La promoción opera a través de su empresa matriz Anthem Wrestling Exhibitions, LLC, una filial de Anthem Sports & Entertainment.
Fundada por Jeff y Jerry Jarrett en 2002, la promoción fue inicialmente conocida como NWA: Total Nonstop Action (NWA-TNA) y estaba asociada con la National Wrestling Alliance (NWA), aunque no como un miembro de ese órgano rector. En 2004, la promoción se hizo conocida como Total Nonstop Action Wrestling (TNA), pero continuó utilizando el Campeonato Mundial Peso Pesado y el Mundial en Parejas de la NWA como parte de su acuerdo con la NWA. Después de que el acuerdo finalizó en 2007, la compañía creó su propio Campeonato Mundial Peso Pesado y Mundial en Parejas de la TNA. La promoción fue comprada por Anthem a principios de 2017 y, en marzo de ese año, su nombre fue cambiado, la cual se inspiró en el nombre del programa de televisión principal de la compañía. Sin embargo, en enero de 2024 el nombre regreso a ser Total Nonstop Action Wrestling (TNA).
Desde sus inicios, la promoción había sido considerada la segunda más grande en los Estados Unidos detrás de la WWE. En 2017, Impact Wrestling fue vista por algunos como una promoción que se había quedado atrás de su antiguo rival Ring of Honor, con la pérdida de su contrato de televisión en Estados Unidos con Spike en 2014, así como problemas monetarios y de personal, siendo notados como factores que influyeron en su declive. Sin embargo, desde 2019 muchos piensan que Impact se ha estado recuperando a través de su ininterrumpida distribución televisiva internacional, apoyado por la compra de AXS TV por parte de su empresa matriz, la cual empezó posteriormente a ofrecer programación de Impact. Sin embargo, con la formación de All Elite Wrestling (AEW) ese año, y el acuerdo de televisión estadounidense de alto perfil de esa promoción con TNT (que se ve en más hogares que AXS), Impact todavía es percibida como una promoción más pequeña en comparación.

## Historia

### Creación y primeros años (2002-2004)

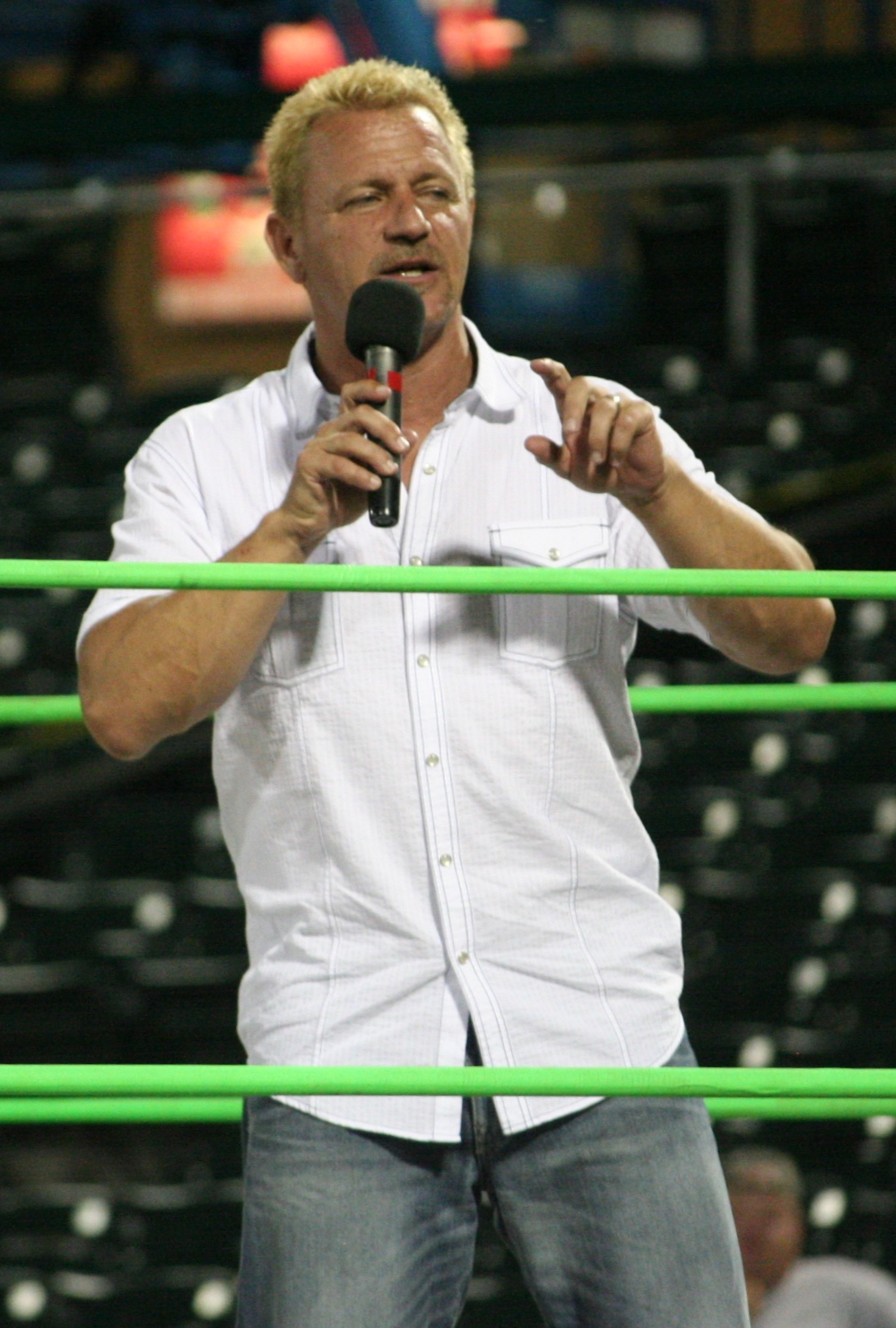
Jeff Jarrett y su padre Jerry Jarrett crearon TNA Wrestling en el año 2002.

La idea de Impact Wrestling comenzó a formarse en un viaje de pesca entre Bob Ryder, Jeff Jarrett y Jerry Jarrett, donde se plantearon su futuro en el negocio de la lucha libre profesional después del cese de la WCW y la ECW en 2001. La WWE se había convertido en el único producto televisado, lo que para Ryder significaba que las emisoras no veían la lucha libre como un buen negocio.
Jeff Jarrett fue el único de los tres que se tomó esta conversación en serio, y comenzó a dar forma a esta idea en su mente. Su primer objetivo fue implicar a antiguos empleados de la WCW, como Jeremy Borash, en el proyecto. En el DVD The History of TNA: Year 1 Borash describe los inicios de la empresa como "un esqueleto, donde nadie tenía un puesto específico. Eras algo así como ¿quién se ocupa de esto? ¿quién hace aquello? ¿quién se encarga de esto otro? y así fuimos cada uno acabando en nuestro lugar."
Jeff Jarrett declara en The History of TNA: Year 1, que la parte más difícil fue encontrar respaldo financiero. Según sus propias palabras, "estábamos pidiendo a la gente que invirtiera... um... no en un pequeño cambio... sino una inversión sustancial en una idea... en una teoría, frente a algo que era real, que ya estaba en marcha. Era vender algo totalmente diferente."
Igualmente complejo fue vender el concepto de PPV semanal a las compañías de distribución. Como él mismo declara, "era algo que las empresas de PPV nunca habían considerado, un programa de lucha libre semanal por diez dólares cada miércoles. Era por sí mismo una gigantesca montaña que superar, vendérselo a las compañías de PPV."
El 10 de mayo del 2002, J Sports and Entertainment, la empresa creada entre Jerry Jarrett como gerente ejecutivo y Jeff Jarrett como presidente, anunció la formación de la Total Nonstop Action. Finalmente y a pesar de todo, los Jarretts encontraron la ayuda necesaria y el primer espectáculo de la promoción se realizó el 19 de junio de 2002.
El modelo original de negocio de la TNA era diferente del utilizado por la WWE en varios puntos clave. La TNA podía mantener sus costes bajos al no realizar tours como el resto de grandes promociones. Hasta la aparición de su programa TNA Xplosion, a finales de 2002, las veladas semanales de TNA ofrecidas en PPV eran su principal fuente de ingresos, en lugar de los PPV mensuales utilizados por otras compañías.
Estas galas comenzaron el 19 de junio de 2002, y la mayoría se realizaron en el Nashville Firgrounds para reducir los costes de producción. Aunque el precio de los shows de la TNA eran más baratos que los PPVs mensuales de la WWE, sus ventas fueron muy bajas.
La TNA perdió grandes sumas de dinero de los inversores iniciales y en consecuencia, en octubre del 2002, Jerry Jarrett vendió sus acciones a la compañía Panda Energy Internacional. 
El 31 de octubre del 2002, Panda Energy y J Sports and Entertainment crearon la sociedad limitada TNA Entertainment, LLC. La participación que Panda Energy adquirió en TNA  ascendía a un 72% del total de la empresa.
Jeff Jarrett fue colocado como Vicepresidente de la TNA, mientras que Dixie Carter, la hija del fundador de Panda Energy Robert W. Carter, fue nombrada Presidenta. Otros puestos importantes en la compañía se completaron con antiguos directivos de Panda. Chris Sobol, el Gerente de Desarrollo Comercial de aquella, fue designado Vicepresidente de Operaciones y Frank Dickerson (y Kevin Day posteriormente) fue nombrado Director ejecutivo principal. 

### Cúspide de popularidad (2004-2009)

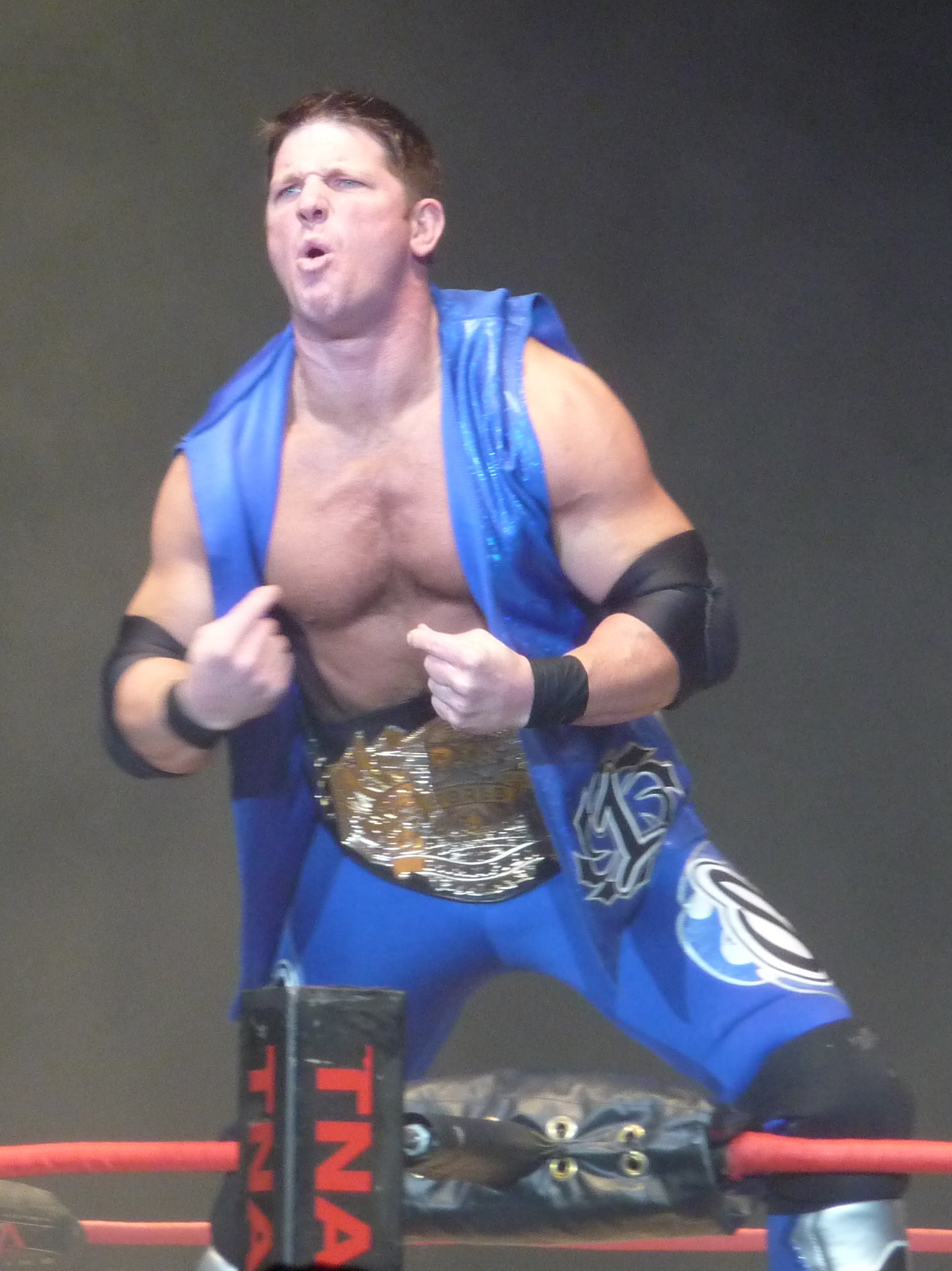
A.J. Styles fue uno de los luchadores más populares de TNA durante ese periodo.

Dixie Carter era una ferviente fanática de la lucha libre y se implicó fuertemente en las operaciones diarias de la compañía. La TNA continuó perdiendo dinero, en algunos casos incluso 1 millón de dólares al mes, pero Panda Energy reafirmó su posición de hacer crecer la compañía. 
La TNA comenzó a emitir su show de televisión semanal TNA Impact! (denominado oficialmente TNA iMPACT!) el 4 de junio de 2004 en Fox Sports, reemplazando rápidamente a los PPV semanales como programa principal, mientras que los eventos mensuales pasaban a ser la principal fuente de ingresos. Durante ese periodo la TNA estrenó su ring hexagonal de seis lados. 

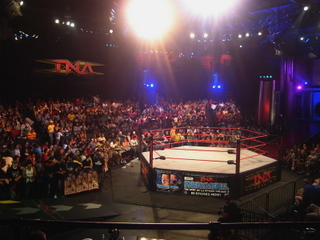
Escenario y ring hexágonal en un show de TNA iMPACT, durante ese periodo.

Tras 27 meses, la TNA sentía que ya tenía una masa de aficionados que pudieran sustentar PPVs de tres horas y cesaron los eventos semanales el 8 de septiembre de 2004. La TNA celebró su primer PPV mensual de tres horas, Victory Road, el 7 de noviembre de 2004.
En mayo del 2005, Nelson Corporation realizó una oferta de 10 millones de dólares por la TNA. La oferta fue rechazada por Panda Energy el 31 de ese mismo mes.  
También por aquellas fechas, Morphoplex, uno de los mayores anunciantes de la TNA, llegó a ofrecer 20 millones de dólares, pero la propuesta también fue rechazada. 
Según algunos talentos que trabajaban para la TNA por aquel entonces, como Larry Zbyszko, era en realidad la propia TNA la que se había acercado a estas compañías para vender el negocio, pues por aquellas fechas se decía que Panda Energy ya había perdido 20 millones de dólares "con un programa de televisión que no llevaba a ninguna parte." 
El contrato de televisión con Fox Sports no fue renovado en la primavera de 2005, tan solo un año después de haberse firmado, debido a las bajas audiencias del programa semanal. Esto dejaba a la TNA sin contrato televisivo aparte de los PPV mensuales, por lo que el 1 de julio de 2005, la TNA comenzó a emitir Impact! desde su página web oficial, a la espera de encontrar un nuevo acuerdo con una cadena de televisión. 
En agosto del 2005, Marvel Toys lanzó la primera línea de figuras de acción y juguetes de la TNA, incluyendo un ring hexagonal y el Ultimate X.
El 11 de septiembre del 2005, la TNA llevó a cabo su PPV Unbreakable. Unbreakable es recordado por su lucha estelar, una triple amenaza entre A.J. Styles, Christopher Daniels y Samoa Joe por el campeonato de la división X de la TNA. Esta lucha recibió 5 estrellas por parte del periodista de lucha libre Dave Meltzer. Esta fue la primera y única lucha de la TNA que ha recibido 5 estrellas hasta la fecha.
Finalmente, la TNA llegaría a un acuerdo con Spike TV para emitir su show semanal desde el 1 de octubre de 2005. Ese episodio vio el debut de Team 3D en TNA.
En esta época, una cuenta de gastos disminuida y unas ventas por merchandising aumentadas, gracias además al ingreso publicitario, hicieron anunciar a Robert Carter en septiembre de 2005 que se esperaba que la TNA "no tuviera ni ganancias ni pérdidas en octubre de 2005, para hacerse ya con beneficios a lo largo del 2006".
Durante el periodo de 2005 a 2006 varios luchadores famosos llegaron a la TNA, superestrellas como Kevin Nash, Rhino, Christian Cage, Sting, Scott Steiner y Kurt Angle.
Booker T y Mick Foley también llegarían a la TNA en los años siguientes.
En abril de 2006, la TNA anunció una alianza con YouTube, iniciando la producción de espectáculos a través de internet.
En noviembre de 2006, la TNA comenzó la celebración de determinados PPVs fuera de su lugar de rodaje central, El TNA Impact! Zone en Orlando.  
En enero de 2007, La TNA llega a un acuerdo de contenido móvil de con el nuevo Motion, Inc. llevó a la introducción de TNA Mobile y votación de los fanáticos móvil. La TNA también puso en marcha el programa de TNA U para ayudar a promover la marca y comenzó a publicar los podcast a través de YouTube, que ellos llamaron TNA U TV.
Desde entonces, Impact! aumentó considerablemente su audiencia y ocupó un puesto en el primetime de los jueves.
Para junio de 2007, las iniciativas financieras, incluyendo los PPV mensuales, las ventas de merchandising vía Internet y las de videojuegos, junto con el aumento de la exposición de su programa de televisión, habían llevado a la TNA a dar la vuelta a su situación, obteniendo por fin beneficios. En una entrevista con Slam! Wrestling, la presidenta Dixie Carter anunció: "Estamos finalmente en una situación donde comenzamos a generar algún ingreso serio. Sólo ha sido posible por los años de duro trabajo y la combinación de diferentes corrientes de ingresos. Este es nuestro Slammiversary, pero es nuestro pay-per-view Turning Point, el que diga por cierto que este es nuestro momento."
El 4 de octubre de 2007 el programa de TV semanal  TNA Impact! se extendió a dos horas.
El 27 de marzo de 2008 se emitió el primer TNA Impact! en directo.
El 9 de septiembre de 2008, Midway Games lanzó un videojuego de TNA llamado 
TNA Impact!.
El 23 de octubre de 2008, la TNA hizo la transición a HD, y desde entonces los pay-per-views se emiten en alta definición. Además, la TNA introdujo un nuevo sistema de alta definición que incluye nueva iluminación y varias pantallas grandes de alta resolución. Este conjunto se utiliza actualmente para todos los TNA Impact! y PPVs, a pesar de que ha sido alterado en varias ocasiones.
El 21 de junio de 2009, la TNA lanzó un servicio de Video on demand por suscripción, donde los usuarios podían ver PPV clásicos, seleccionando una de tres opciones de pago.

### Liderazgo de Hulk Hogan, Eric Bischoff y Dixie Carter (2010-2014)

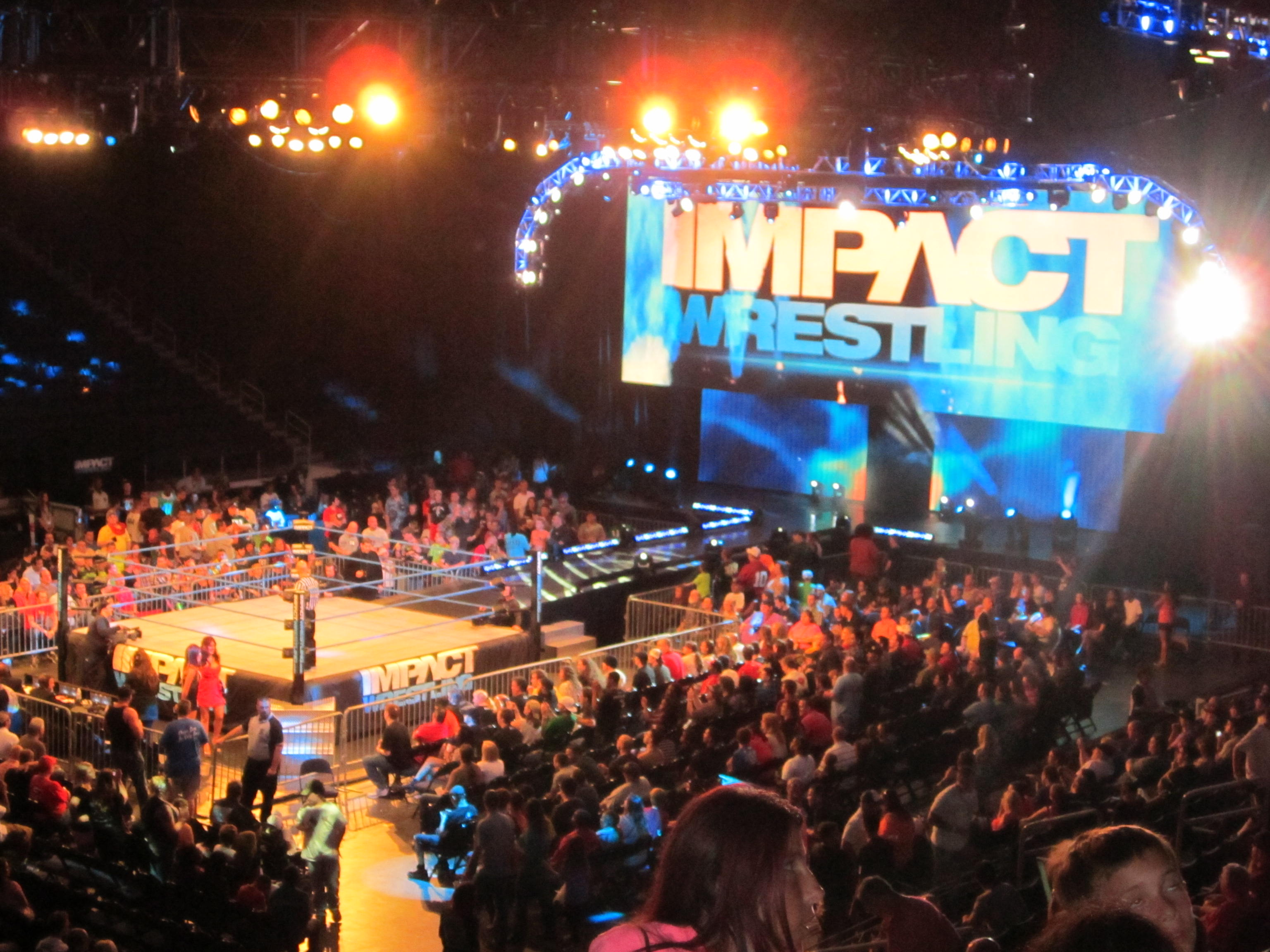
Escenario y ring tradicional (cuadrilátero) de TNA Impact Wrestling durante la era de Hogan y Bischoff

A finales de 2009, la entonces presidenta de la TNA Dixie Carter anunció la contratación del reconocido luchador Hulk Hogan y el expresidente y productor de la WCW Eric Bischoff. Ambos, Hogan y Bischoff, trabajaron en el desarrollo creativo de la empresa e introdujeron cambios a TNA para intentar competir con la WWE.
El 4 de enero de 2010 TNA Impact! transmitiría en vivo un lunes por la noche (compitiendo directamente con el programa principal de la WWE RAW). Se hizo un programa especial de tres horas, obteniendo los mejores índices de audiencia en su historia. En él se presentaron luchadores como Ric Flair, Scott Hall, Shannon Moore, y Jeff Hardy.

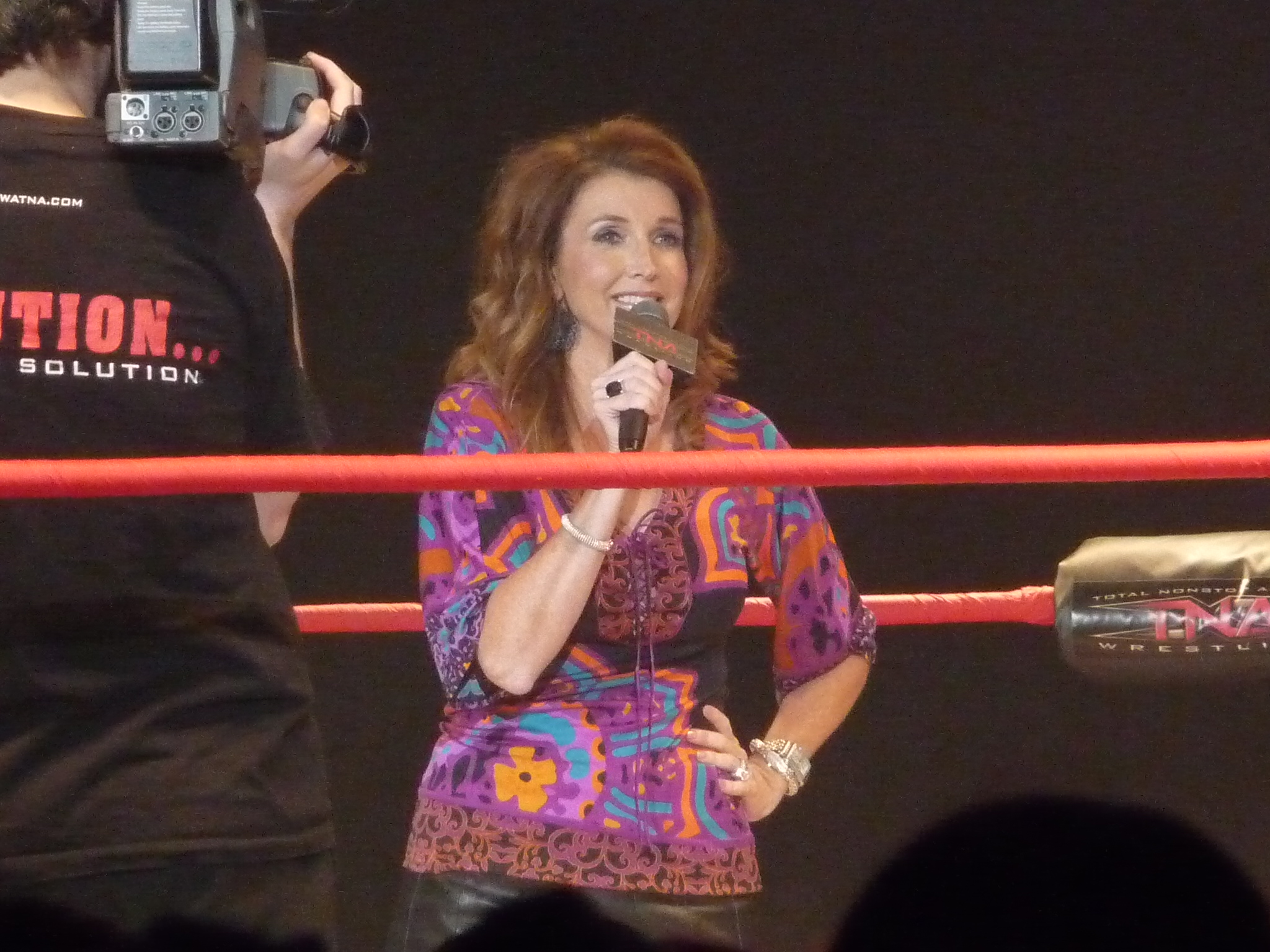
Dixie Carter fue Presidenta de TNA de 2002 - 2016, y parte del desarrollo creativo desde el 2013

Más adelante, en el PPV Genesis el ring hexágonal (de seis lados) fue cambiado por el ring tradicional (cuadrilátero). Luego se anunció que a partir del 8 de marzo de 2010 TNA transmitirá Impact! los lunes compitiendo directamente con WWE Raw, alternando ediciones grabadas y en directo. Sin embargo, debido a las malas audiencias, el 3 de mayo de 2010 regresó a los jueves.
En las grabaciones del 5 de mayo de 2011, se anuncia el cambio del nombre del programa de televisión semanal de los jueves de TNA Impact! a Impact Wrestling, cambiando directamente el logotipo y escenario de los colores intensos como el rojo a azul y gris, introduciendo la frase Wrestling matters here (la lucha libre importa aquí). El 7 de noviembre de 2011, la TNA anunció que había firmado un contrato con la empresa Ohio Valley Wrestling (OVW) para servir como territorio de desarrollo.
El 7 de noviembre de 2011, la TNA anunció que había llegado a un acuerdo con la Ohio Valley Wrestling (OVW) para convertirse en el territorio de desarrollo y entrenamientos de la TNA.
En diciembre de 2011, la TNA debutó su nueva India, filial con sede en la promoción del Ring Kan King
En mayo de 2012, la TNA empezó un pleito legal contra la promoción rival WWE y el antiguo empleado de la TNA Brian Wittenstein, argumentando que había revelado "secretos oficiales en los acuerdos" a la WWE para así ayudarla y obtener una ventaja "desleal" a la hora de negociar con sus empleados. Acorde a la demanda, la TNA fue informada de que Wittenstein se había reunido tres semanas después de su despido con un oficial de la WWE. Acorde a la TNA, Ric Flair, luchador que estaba bajo contrato, intentó terminarlo dos días después de que Wittenstein fuera despedido. Las mismas acusaciones sostenidas por la TNA incluyen "interferencia con contratos existentes", incumplimiento del deber de lealtad, conversión, incumplimiento de contrato, conspiración civil, competencia desleal y violación de Acta de Secretos Comerciales Uniformes de Tennessee (Tennessee Uniform Trade Secrets Act). Una audiencia de medida cautelar está fijada para 12 de julio.
El 12 de julio se informó de que la TNA pasaría a tener un programa semanal de 3 horas.
En enero de 2013 anuncian que recortarían los ppv's a excepción de los 4 principales (Genesis, Lockdown, Slammiversary y Bound for Glory), y, que en lugar de estos, se grabarían ese mismo mes los especiales de One Night Only que se estrenarían a principio de cada mes excepto cuando es un evento principal.
Días antes del evento Lockdown 2013, se anunció que el 14 de marzo comenzarían a grabar los episodios de Impact Wrestling fuera del Impact! Zone, ósea, en diferentes estados de EE. UU., pasando a las grandes arenas, cambiando la escenografía principal, una rampa elevada que lleva hacia el ring y la mesa de comentaristas a un costado del ring.
Durante el periodo de 2013 a 2014,varios luchadores famosos y veteranos dejaron la TNA, entre ellos A.J. Styles, Sting, Chris Sabin, Christopher Daniels, Kazarian y Team 3D.
El mismo Hulk hogan dejó la TNA en octubre del 2013.
Como se reveló en noviembre de 2014, la TNA puso fin a su relación con Spike TV y se asoció con Discovery Communications para distribuir su programación a partir de enero de 2015.

### Problemas financieros y legales (2015-2016)
En Estados Unidos, los programas de la TNA, incluyendo Impact Wrestling, se trasladaron a Destination America. Discovery también tenía derechos en mercados internacionales seleccionados. El alcance de Spike en ese momento se estimó en más de 97 millones de hogares mientras que Destination América se calculaba que alcanzaría a 59 millones de hogares. Sin embargo, Destination America fue una de las cadenas de televisión de más rápido crecimiento.

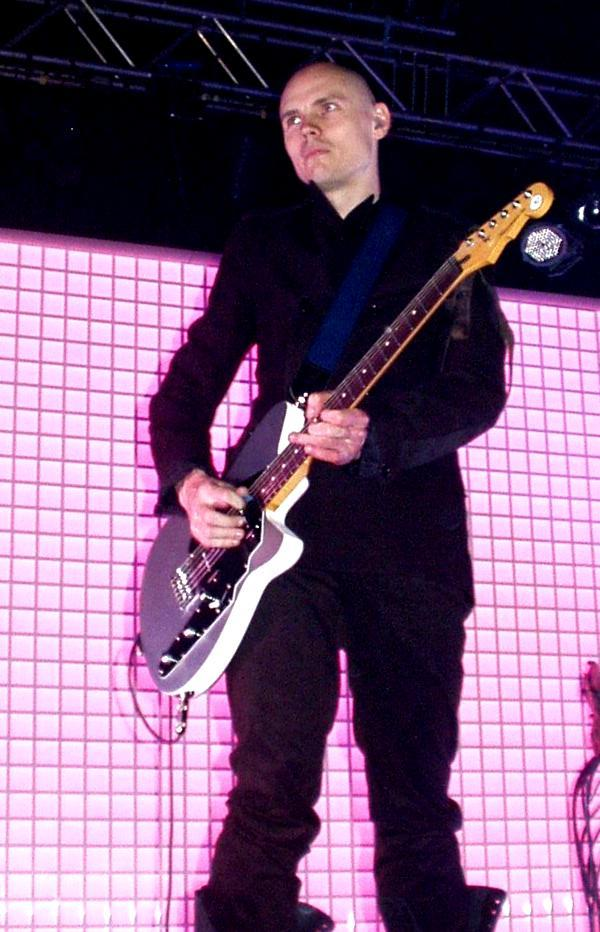
Billy Corgan fue productor de desarrollo creativo de TNA de 2015 - 2016.

El 7 de enero de 2015, Impact Wrestling debutó en Destination America. La TNA también comenzó dos nuevos shows: Impact Wrestling: Unlocked, presentado por Mike Tenay, y TNA Wrestling's Greatest Matches, una compilación de las mejores luchas de la compañía. De diciembre de 2014 a marzo de 2015, varios luchadores volvieron a firmar con TNA, incluyendo Kurt Angle, Jeff Hardy, Matt Hardy, Gail Kim, Mr. Anderson y Abyss. Awesome Kong también regreso a la compañía después de varios años de ausencia. Durante este período, Samoa Joe y el comentarista Tazz dejaron la compañía por consentimiento mutuo.
El 27 de abril de 2015, el vocalista de The Smashing Pumpkins, Billy Corgan, se unió a la TNA como productor de desarrollo creativo y de talento. 
Destination America ganó más de 41,94 millones de espectadores a lo largo del primer trimestre de 2015, convirtiéndose en el mejor primer trimestre del canal, 70 seguido por su mejor mayo en el prime time. En ambos casos, Discovery Communications promocionó Impact Wrestling como una de las razones del aumento de espectadores. A pesar de este éxito, Destination America dejó de transmitir la programación de la TNA a finales del 2015. 
El 19 de noviembre, la TNA firmó un acuerdo con Pop TV para transmitir Impact Wrestling, donde se estrenó el 5 de enero de 2016 en un especial en vivo celebrado en el Sands Hotel & Casino en Bethlehem, Pensilvania.
Con este movimiento a Pop, Impact Wrestling introdujo un nuevo conjunto HD, gráficos y temas musicales. Este espectáculo vio las semifinales y finales de la TNA World Title Series, que fue ganada por Ethan Carter III. Esta fase marcó los debuts de Mike Bennett y Maria Kanellis y también se notó el retiro de luchadores que estuvieron en la compañía por muchos años como Kurt Angle, Eric Young, Austin Aries, Bobby Roode y Velvet Sky.
El 12 de agosto de 2015, Billy Corgan se convirtió en el nuevo presidente de la promoción, mientras que Dixie Carter se convirtió en presidenta y directora de estrategia. 
El 13 de octubre, de 2016 Corgan demandó a la TNA por unos préstamos no pagados, Corgan le prestó dinero a la TNA y la TNA no le pagó los préstamos. El estado de Tennessee también intentó demandar a TNA por impuestos no pagados. Fight Network desde entonces ha ofrecido ayudar a la TNA y reembolsar a Corgan por los préstamos, mientras que también ofrece asistencia financiera adicional a la TNA para ayudar a evitar que se declaren en bancarrota.
El 31 de octubre, Corgan puso en marcha una orden judicial que impidió a la TNA vender la compañía, pero la TNA tuvo que pagarle a Corgan para el 1 de noviembre. Es posible que uno de los otros propietarios minoritarios pudiera pagar a Corgan, convirtiéndolos en Propietarios mayoritarios de la TNA.
El 3 de noviembre, la compañía reveló que Anthem Sports & Entertainment proporcionó una línea de crédito para financiar las operaciones de la TNA y que Corgan ya no estaba con la compañía como Presidente. Sin embargo, el propio Corgan declaró que ni la TNA ni Anthem Sports & Entertainment habían reembolsado la deuda de $ 2.7 millones que le debía la TNA y, como tal, estaba considerando demandar, además de convertir la deuda en acciones de 36%.

### Nuevo propietario y cambio de nombre (2017)
Como resultado de un acuerdo entre Corgan y la TNA, Anthem Sports & Entertainment pagó los préstamos que Corgan hizo a Dixie y la TNA. A principios de 2017, Anthem Sports & Entertainment se convirtió en el nuevo propietario de la TNA. Anthem removió a Dixie del puesto de presidenta de la empresa. Al poco tiempo la TNA cambió de nombre a Impact Wrestling con una nueva imagen que lo asociara con Anthem.
A todo esto, algunos luchadores como Drew Galloway, Matt Hardy, Jeff Hardy, Aron Rex, Mike Bennett, Maria Kanellis, Jade y Crazzy Steve dejaron la compañía a pesar de sus logros. Por otra parte, se destacó los debuts de luchadores de trayectoria como Alberto el Patrón, Cody y Brandi Rhodes, la reaparición de otros como Angelina Love, ODB, Suicide, Mayweather (antes conocido como Crimson) y The Latin American Xchange (Konnan y Homicide con otros miembros conocidos como Santana & Ortiz)
Como consecuencia, los campeonatos que fueron parte de la TNA cambiaron sus nombres, reemplazando el nombre "TNA" por "Impact".
En abril de 2017, Karen Jarrett anunció que la compañía Global Force Wrestling (la cual, era perteneciente a su esposo Jeff Jarrett) sería parte dentro de las actividades de Impact Wrestling y sus respectivos campeonatos sería defendidos en dicho programa. Esto debido a que la GFW cerró sus operaciones por lo que esta planeaba fusionarse con Impact para mantener sus actividades.
El 28 de junio de 2017 se anunció que Impact Wrestling cambiaría de nombre y se fusionaría con GFW (marca perteneciente a Jeff Jarrett), aunque se anunció que los detalles se darían a conocer en Slammiversary XV. Después de esto, se determinó que el programa semanal pasaría a llamarse GFW Impact!, y la empresa sería Global Force Wrestling (debido a que Jarrett era el propietario de dicha marca aunque la empresa ya había desaparecido).
Tras la fusión de ambas marcas, luchadores como Magnus, Sonjay Dutt y Christina Von Eerie (antes conocida como Toxxin) regresaron a Impact después de haber sido parte de la extinta GFW. Por otro lado, se destacaron los debuts de Matt Sydal, Alisha Edwards (esposa de Eddie Edwards), Swoogle, Garza Jr., Laredo Kid y el regreso de Low Ki a Impact.
Como consecuencia, el Campeonato Mundial Peso Pesado de Impact fue renombrado a "Campeonato Mundial Unificado Peso Pesado de la GFW", el Campeonato de Knockouts de Impact a "Campeonato Unificado de Knockouts de la GFW" y el Campeonato Mundial en Parejas de Impact a "Campeonato Mundial Unificado en Parejas de la GFW", aunque posteriormente el Gran Campeonato de Impact pasó a llamarse "Gran Campeonato de la GFW" y el Campeonato de la División X de Impact pasó a ser "Campeonato de la División X de la GFW".
Previamente a esto, algunos luchadores dejaron la empresa, tales como Magnus, Low Ki, Davey Richards, Robbie E, Brandi Rhodes, ODB , Angelina Love y D'Angelo Dinero. Por otra parte, se destacan las reapariciones de Petey Williams y Taryn Terrell y el debut de Johnny Impact (más conocido como John Morrison), Taya Valkyrie y los hermanos Dave y Jake Crist.
En septiembre, Jeff Jarrett abandonó la empresa por lo que, Anthem cambió de nuevo el nombre de la empresa a Impact Wrestling. Tras esto, los títulos fueron renombrados como eran anteriormente conocidos, a excepción del campeonato máximo, que fue denominado como "Campeonato Global de Impact"; sin embargo, a principios de 2018 en las nuevas sesiones de grabación del programa en enero, este cinturón volvería a recobrar su nombre característico.

### Liderazgo de Don Callis y Scott D'Amore (2018-2024)

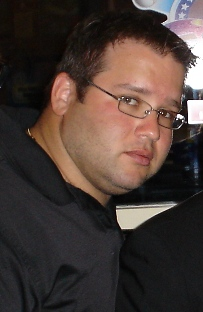
Scott D'Amore es uno de los dos Vicepresidentes Ejecutivos de Impact Wrestling junto con Don Callis

A principios de 2018, después de que Bound for Glory se realizara, las oficinas y la sede de Impact Wrestling fueron trasladadas a Canadá.
Anthem contrató a Don Callis y a Scott D'Amore como Vicepresidentes Ejecutivos.
Durante este periodo el ring tradicional de cuatro lados (cuadrilátero) regresó a la programación de Impact.
A razón de los nuevos cambios, algunos luchadores como Taryn Terrell, Mayweather, Bram, Rockstar Spud y Swoogle dejaron la empresa. Pero otros luchadores se incorporaron a Impact luchadores como Taiji Ishimori, Sami Callihan, Su Yung y Brian Cage.
Después de una reorganización total sobre la empresa, el campeonato máximo fue renombrado como "Campeonato Mundial de Impact" y fue unificado con el Gran Campeonato de Impact en beneficio del primero (ya que el Gran Campeonato no tuvo relevancia desde su cambio a Impact Wrestling) cuando Austin Aries obtuvo ambos títulos.
El 21 de diciembre de 2018, la compañía anuncia que Impact! se mudará a Pursuit Channel a partir del 11 de enero de 2019. Impact también anunció que su programación estaría disponible en Twitch debido a que Pursuit Channel no está disponible en muchos provedores de TV de paga.
En marzo de 2019 Impact anunció que OVW será de nuevo su territorio de desarrollo.
En mayo de 2019, Impact lanzó Impact Plus un servicio de streaming similar a WWE Network.
En septiembre de 2019, Anthem compra a AXS TV, después de Bound for Glory Impact empezó a transmitir su programación en AXS TV.
En enero de 2020, Impact realizó su PPV Hard to Kill. En la lucha estelar Tessa Blanchard derrotó a Sami Calihan y ganó el Campeonato Mundial de Impact. Como resultado, Blanchard se convirtió en la primera luchadora en poseer el título mundial de Impact.
También en enero Impact anunció que la TNA regresaría por una sola noche en un PPV especial llamado TNA: Theres's No Place Like Home, el evento estaba planeado para el 3 de abril, pero debido a la pandemia de COVID-19 se tuvo que cancelar.
Debido a la pandemia de COVID-19, que ha provocado restricciones para aglomerar público en estadios y arenas deportivas, Impact Wrestling ha estado transmistiendo, tanto sus programas en vivo como sus PPVs, con escenario vacío desde el Skyway Studios en Nashville, Tennessee, desde marzo de 2020 que empezó la afectación de la enfermedad en Norteamérica, manteniéndose así hasta que existan nuevamente condiciones idóneas para regresar público a los coliseos y arenas.
En julio de 2020, Impact realizó su PPV Slammiversary. En el evento varios exluchadores de Impact regresaron, luchadores como The Motor City Machine Guns, Eric Young, Doc Gallows y EC3. Además luchadores como Karl Anderson y Heath Slater debutaron para Impact.
El 8 de diciembre de 2020, Impact inició una asociación con All Elite Wrestling (AEW), esto vio al Campeón Mundial de AEW, Kenny Omega, haciendo varias apariciones en segmentos de Impact!. durante las siguientes semanas. Kenny Omega más tarde haría su debut en el ring para Impact en Hard to Kill.
El 13 de febrero de 2021 en No Surrender, Impact anunció una asociación con New Japan Pro-Wrestling (NJPW). Poco tiempo después, Juice Robinson y su compañero de equipo David Finlay (conocidos colectivamente como FinJuice) harián su debut en el ring en el siguiente episodio de Impact!.
El 21 de octubre de 2023, luego de la emisión de Bound for Glory (2023) se anunció que la compañía volvería a ser renombrada como Total Nonstop Action desde el 13 de enero de 2024.

## Características únicas

### Estructura del ring y localización

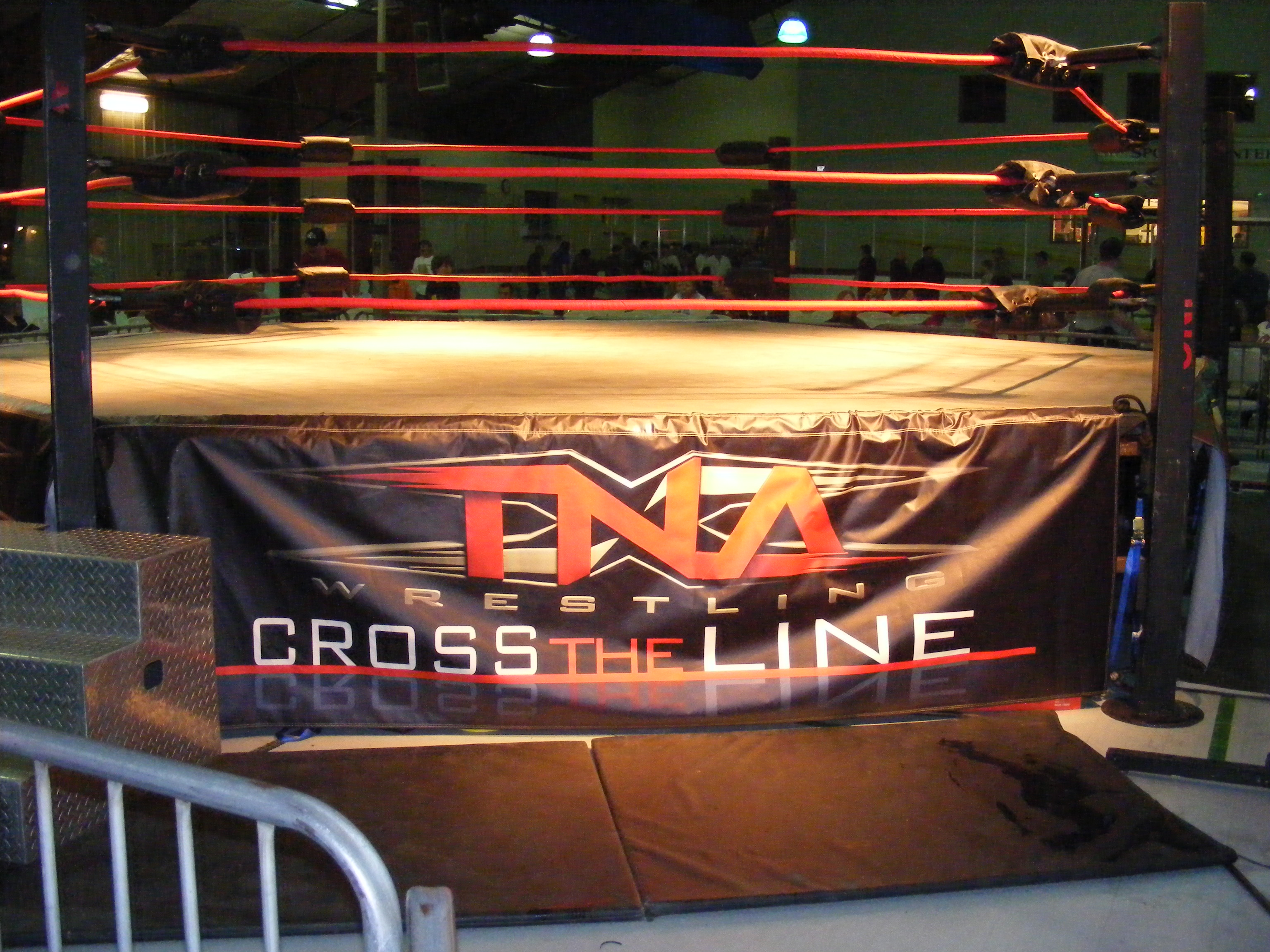
Ring de la TNA.

A diferencia de cualquier otra promoción de lucha libre profesional de Estados Unidos como la WWE, la TNA utilizaba exclusivamente un ring hexagonal en oposición a los rings tradicionales de cuatro lados, este ring también es utilizado por la promoción mexicana AAA, la cual había comenzado a usarlo desde el 2001, sin embargo, el 17 de enero de 2010 en Genesis, se cambió el ring al tradicional de 4 lados, debido a que Hulk Hogan no tiene una buena aclimatación con los rings de 6 lados; no obstante, se anunció que el 25 de junio de 2014 , se volvería a utilizar el ring hexagonal de 6 lados. En enero de 2018 regresan al ring de 4 lados por segunda vez en su historia.
A principios del 2013 anuncian que saldrían a la carretera el 14 de marzo, grabando 2 episodios en cada ciudad (uno en vivo y otro para la siguiente semana). Además realizan de 2 a 5 house shows en cada estado que visitan.
El 2 de junio de 2013 en Slammiversary, el GM: Hulk Hogan, anuncia que habría un programa especial de Impact llamado "Destination X" y, a partir de este, se seguirían reciclando los antiguos PPV's en especiales de Impact Wrestling; siguiendo con "Hardcore Justice" y "No Surrender".
En los últimos años, Impact Wrestling descartó muchos de sus PPVs y los redujo a Slammiversary y Bound for Glory.
Después de Impact Wrestling Rebellion, IMPACT volvería a grabar desde varios lugares. Más tarde, IMPACT vendió artículos de su estudio en Orlando.
En 2018, las ubicaciones de grabación de Impact incluyeron Windsor, Ontario, Toronto, Ciudad de México, Nueva York y Las Vegas.
En 2019, Impact realizó grabaciones en Filadelfia, Dallas, Nueva York y Houston; también en Windsor, Ciudad de México, Nashville, Toronto, Rahway, Fort Campbell, Owensboro y Ontario.
Con la pandemia de COVID-19, Impact Wrestling ha estado grabando con escenario vacío desde el Skyway Studios en Nashville, Tennessee, desde marzo de 2020. No obstante, el PPV TNA: There's No Place Like Home, que debía realizarse en 3 de abril de 2020 en Tampa, Florida, tuvo que ser cancelado por la emergencia sanitaria. Sin embargo, los fanáticos regresaron a las grabaciones de Impact y al pago por visión a partir de Slammiversary en julio de 2021, que también se llevó a cabo en Skyway Studios.

## Asociaciones
Aunque es poco frecuente, durante su historia, IMPACT ha trabajado con otras promociones de lucha libre en esfuerzos de colaboración:
| Año                                    | Empresa                                                          |
| -------------------------------------- | ---------------------------------------------------------------- |
| 2002-2007                              | National Wrestling Alliance                                      |
| 2004-2007 2010-2012 2015 2017-presente | Asistencia Asesoría y Administración / Lucha Libre AAA Worldwide |
| 2009-2011 2021-presente                | New Japan Pro-Wrestling                                          |
| 2007-2009                              | Consejo Mundial de Lucha Libre                                   |
| 2014-2015                              | Wrestle-1                                                        |
| 2016-presente                          | Pro Wrestling NOAH                                               |
| 2017                                   | The Crash                                                        |
| 2018                                   | Lucha Underground                                                |
| 2019-presente                          | Major League Wrestling                                           |
| 2020-2021                              | All Elite Wrestling                                              |
| 2022, 2024-presente                    | World Wrestling Entertainment (NXT)                              |

## Próximos eventos PPVs
En la siguiente tabla, se exponen los eventos PPVs actuales de Total Nonstop Action Wrestling en curso, a la izquierda el que acaba de ocurrir, y el derecho el evento por realizarse:

| Predecesor: Genesis | Rebellion 27 de abril de 2025 | Sucesor: Slammiversary |

## Personal de TNA

### Plantel de luchadores y otros

#### Luchadores

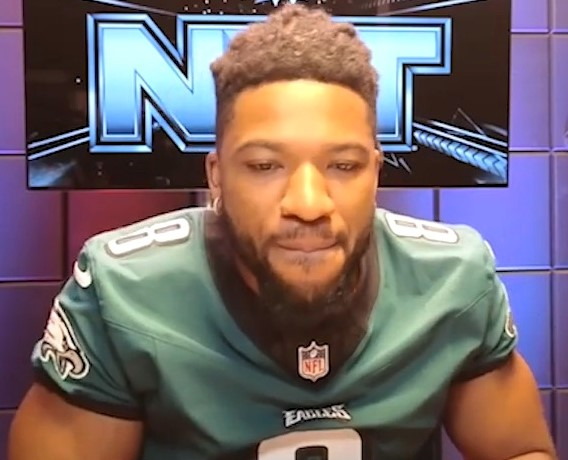
Trick Williams Campeón Mundial de TNA

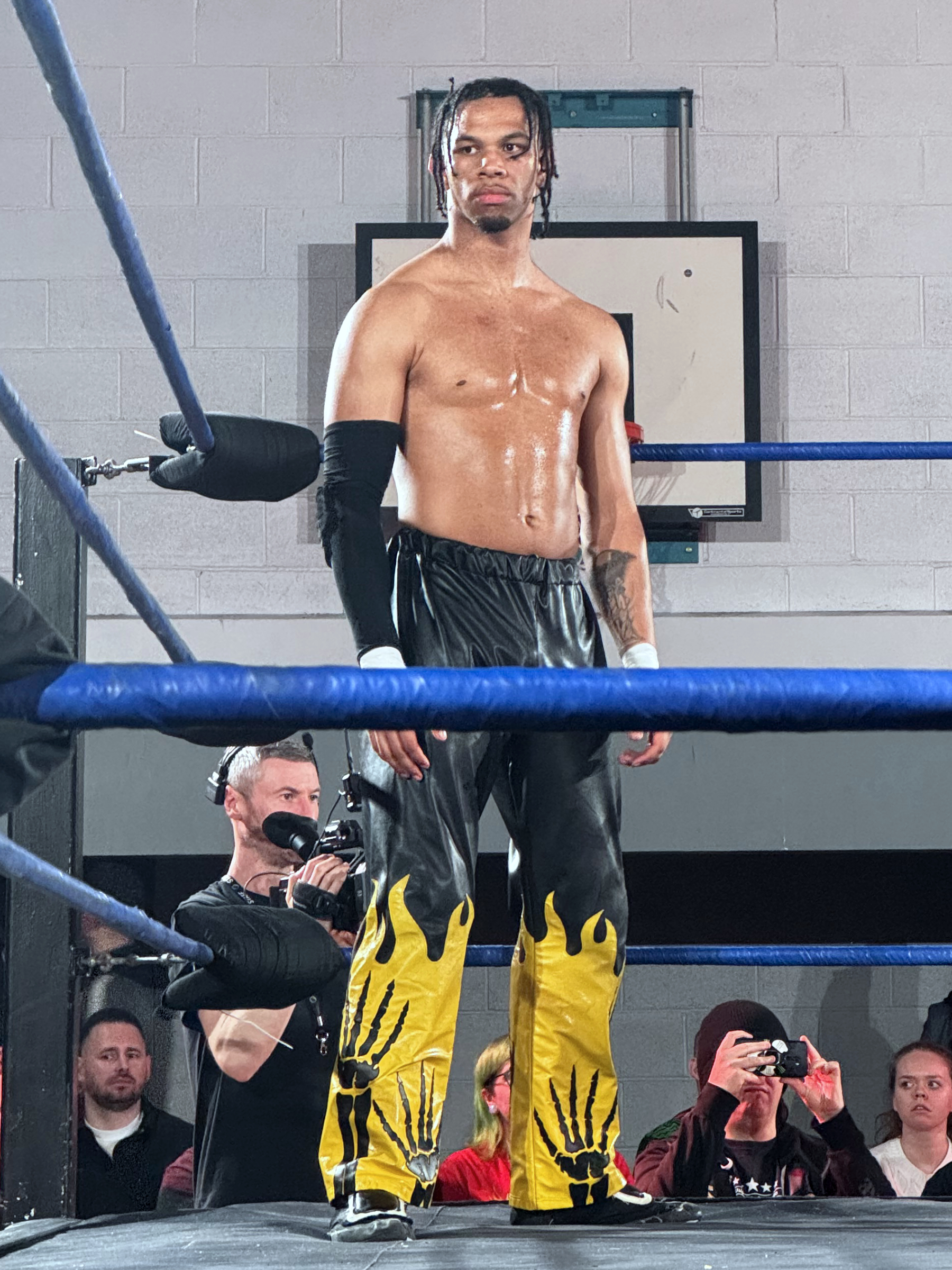
Leon Slater Campeón de la División X de TNA

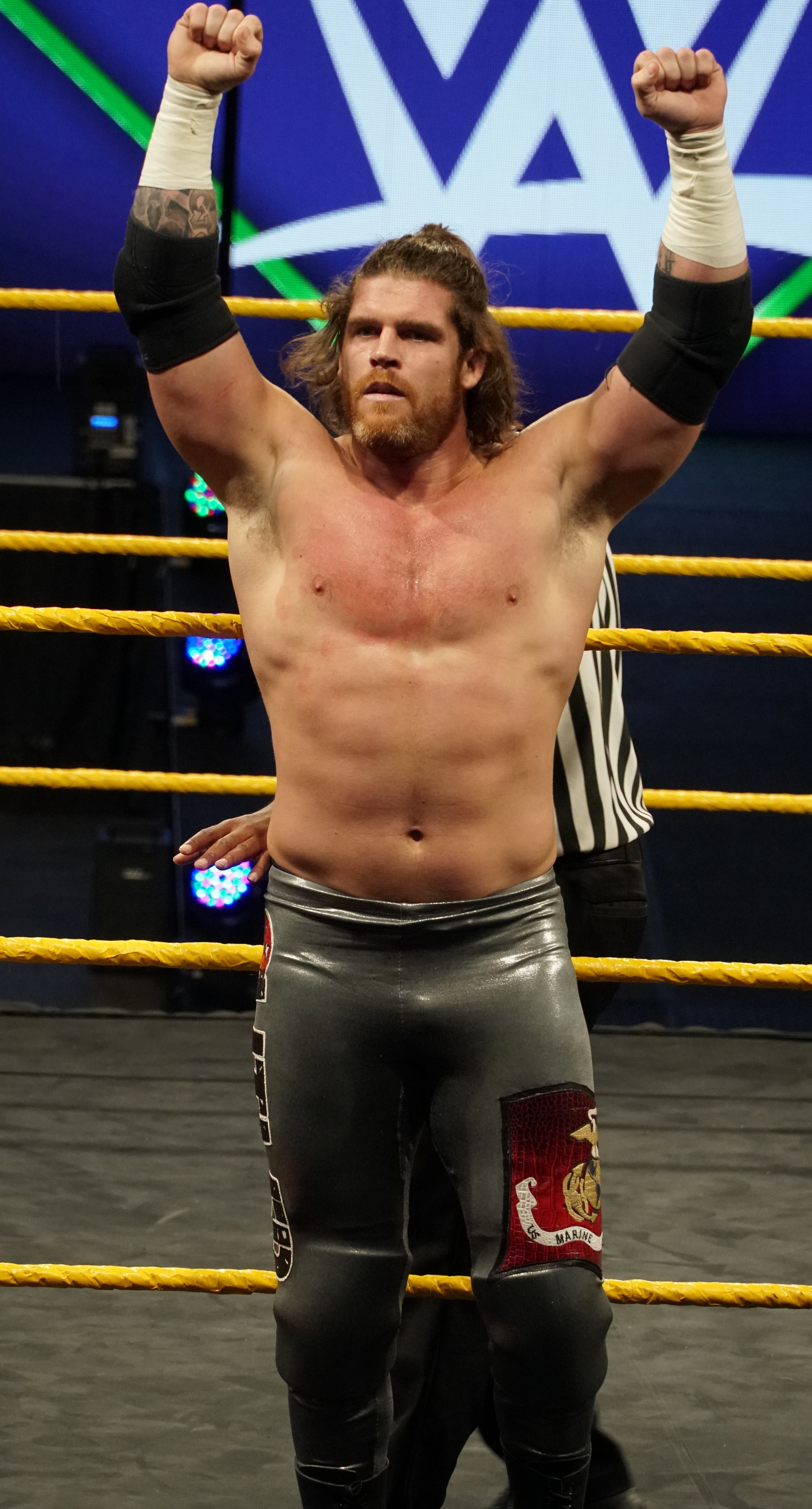
Steve Maclin Campeón Internacional de TNA

| Nombre                        | Nombre Real                     | Notas                              |
| ----------------------------- | ------------------------------- | ---------------------------------- |
| AJ Francis                    | Anthony Joseph Francis          |                                    |
| Brian Myers                   | Brian Myers                     |                                    |
| Cedric Alexander              | Cederick Alexander              |                                    |
| Chris Bey                     | Christopher Bey                 | Inactivo: lesión en el cuello      |
| Eddie Edwards                 | Eddie Edwards                   |                                    |
| Elijah                        | Jeffrey Logan Sciullo           |                                    |
| Eric Young                    | Jeremy Fritz                    |                                    |
| Frankie Kazarian              | Frank Gerdelman                 |                                    |
| The Hometown Man/ Cody Deaner | Christopher Grey                |                                    |
| Jake Something                | Jacob Doyle                     |                                    |
| Jason Hotch                   | Jason Hotch                     |                                    |
| JDC                           | Curtis Jonathan Hussey          |                                    |
| Jeff Hardy                    | Jeffrey Hardy                   | Campeón Mundial en Parejas de TNA. |
| Joe Hendry                    | Joseph Samuel Hendry            |                                    |
| John Skyler                   | John Brumbaugh                  | [ 42 ]                             |
| Judas Icarus                  | Christian Kingdon               | [ 42 ]                             |
| KC Navarro                    | Ryan Parmeter                   |                                    |
| Leon Slater                   | Leon Slater                     | Campeón de la División X de TNA.   |
| Mance Warner                  | Mance Warner                    |                                    |
| Matt Cardona                  | Matthew Cardona                 |                                    |
| Matt Hardy                    | Matthew Hardy                   | Campeón Mundial en Parejas de TNA. |
| Mike Santana                  | Mark Sanchez                    |                                    |
| Moose                         | Quinn Ojinnaka                  |                                    |
| Mustafa Ali                   | Adeel Alam                      |                                    |
| Nic Nemeth                    | Nicholas Theodore "Nick" Nemeth |                                    |
| Rich Swann                    | Richard Swann                   |                                    |
| Ryan Nemeth                   | Ryan Nemeth                     |                                    |
| Sami Callihan                 | Sam Johnston                    |                                    |
| Steve Maclin                  | Thomas Maclin                   | Campeón Internacional de TNA       |
| Tommy Dreamer                 | Thomas Laughlin                 |                                    |
| Travis Williams               | Travis Williams                 |                                    |
| Trey                          | Trey McBrayer                   |                                    |
| Trick Williams                | Matrick Mondre Belton           | Campeón Mundial de TNA             |
| Zachary Wentz                 | Zachary Green                   |                                    |

#### Luchadoras (Knockouts)

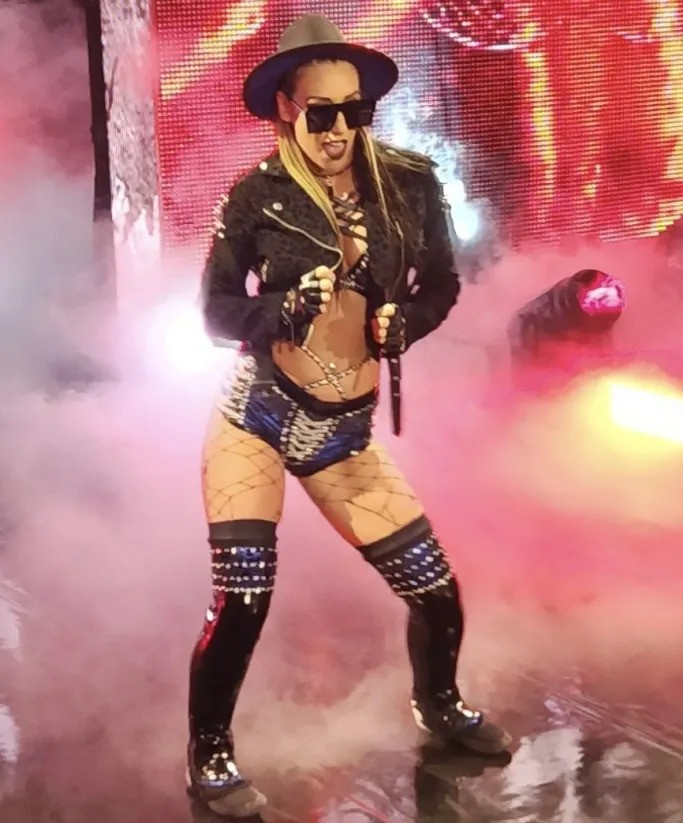
Jacy Jayne Campeona de Knockouts de TNA

| Nombre              | Nombre Real                 | Notas                                                |
| ------------------- | --------------------------- | ---------------------------------------------------- |
| Alisha              | Alisha Maher                |                                                      |
| Ash by Elegance     | Ashley Mae Sebera           | Campeona Knockouts en Parejas de TNA.                |
| Cassie Lee          | Cassandra Lee               |                                                      |
| Dani Luna           | Chloe Smith                 |                                                      |
| Harley Hudson       | Harley Hudson               |                                                      |
| Havok               | Jessica Cricks              |                                                      |
| Heather by Elegance | Jamie Chambers              | Campeona Knockouts en Parejas de TNA.                |
| Indi Hartwell       | Samantha De Martin          |                                                      |
| Jacy Jayne          | Taylor Grado                | Campeona de Knockout de TNA Campeona Femenina de NXT |
| Jada Stone          | Jada Stone                  |                                                      |
| Jessie McKay        | Jessica McKay               |                                                      |
| Jody Threat         | Jody Marie Gyivicsan        |                                                      |
| KiLynn King         | Kilynn King                 |                                                      |
| Killer Kelly        | Raquel Lourenço             |                                                      |
| Léi Ying Lee        | Xia Zhao                    |                                                      |
| M by Elegance       | Maggie Peters               |                                                      |
| Mara Sadé           | Jamara Garrett              |                                                      |
| Masha Slamovich     | Ann Khozine                 |                                                      |
| Mila Moore          | Kellie Morga                |                                                      |
| Myla Grace          | Myla Grace                  |                                                      |
| Rosemary            | Holly Letkeman              |                                                      |
| Savannah Evans      | Rachel Freeman              | [ 42 ]                                               |
| Steph De Lander     | Stephanie De Landre         |                                                      |
| Su Yung             | Vannarah Riggs              | Inactiva: Por embarazo.                              |
| Tasha Steelz        | Latasha Harris              |                                                      |
| Tessa Blanchard     | Tessa Blanchard             |                                                      |
| Victoria Crawford   | Victoria Elizabeth Crawford |                                                      |
| Xia Brookside       | Xia-Louise Brooks           |                                                      |

#### Equipos de la División Masculino
| Nombre              | Miembros                                             | Notas                                  |
| ------------------- | ---------------------------------------------------- | -------------------------------------- |
| Fir$t Cla$$         | AJ Francis, Rich Swann & KC Navarro                  |                                        |
| Order 4             | Mustafa Ali, Tasha Steelz, Jason Hotch & John Skyler |                                        |
| Sinner & Saint      | Judas Icarus & Travis Williams                       |                                        |
| The Great Hands     | Jason Hotch & John Skyler                            |                                        |
| The Hardys          | Jeff Hardy & Matt Hardy                              | Campeones Mundiales en Parejas de TNA. |
| The Nemeth Brothers | Nic Nemeth & Ryan Nemeth                             |                                        |
| The Northern Armory | Eric Young, Judas Icarus & Travis Williams.          |                                        |
| The Rascalz         | Trey, Zachary Wentz & Myron Reed                     |                                        |
| The System          | Moose, Eddie Edwards, Brian Myers, Alisha & JDC      |                                        |

#### Equipos de la División Knockouts
| Nombre                       | Miembros                                                                    | Notas                                                                 |
| ---------------------------- | --------------------------------------------------------------------------- | --------------------------------------------------------------------- |
| The Elegance Brand           | Ash by Elegance,Heather by Elegance,M by Elegance & The Personal Concierge. | Campeonas Mundiales Knockouts en Parejas de TNA (sólo Ash & Heather). |
| Decay                        | Rosemary & Havok                                                            |                                                                       |
| Harley Hudson & Myla Grace   | Harley Hudson & Myla Grace                                                  |                                                                       |
| MK Ultra                     | Masha Slamovich & Killer Kelly                                              |                                                                       |
| The IInspiration             | Cassie Lee & Jessie McKay                                                   |                                                                       |
| Xia Brookside & Lei Ying Lee | Xia Brookside & Lei Ying Lee                                                |                                                                       |

#### Personal secundario al aire
| Nombre                 | Nombre Real          | Notas                                          |
| ---------------------- | -------------------- | ---------------------------------------------- |
| Alpha Bravo            | John Mellnick        | Supervisor de producción.                      |
| Carlos Silva           | Carlos Silva         | Presidente                                     |
| Gabby LaSpisa          | Gabby LaSpisa        | Entevistadora.                                 |
| Gia Miller             | Gia Miller           | Entrevistadora Backstage.                      |
| Santino Marella        | Anthony John Carelli | Vicepresidente Ejecutivo Director de Autoridad |
| The Personal Concierge | George Iceman        | Asistente de The Elegance Brand                |

#### Árbitros
| Nombre            | Nombre Real       | Notas |
| ----------------- | ----------------- | ----- |
| Alice Lane        | Alice Katie Lane  |       |
| Brian Hebner      | Brian Hebner      |       |
| Daniel Spencer    | Daniel Spencer    |       |
| Frank Gastineau   | Frank Gastineau   |       |
| Harry Demerjian   | Harry Demerjian   |       |
| Paige Prinzivalli | Paige Prinzivalli |       |

#### Equipo de transmisión y personal de Backstage.
| Nombre                 | Nombre Real            | Notas                                                            |
| ---------------------- | ---------------------- | ---------------------------------------------------------------- |
| Ace Steel              | Chris Guy              | Productor.                                                       |
| Bob Ryder              | Robert Ryder           | Director de operaciones.                                         |
| Carlos Silva           | Carlos Silva           | Presidente de TNA, y Anthem Sports Group                         |
| David Sahadi           | David Sahadi           | Director creativo.                                               |
| D'Lo Brown             | Accie Conner           | Creativo. Escritor. Productor. Relación de talentos.             |
| Gabby Loren            | Gabrielle Loren        | Entrevistadora Backstage.                                        |
| George Iceman          | George Menenzes        | Anfitrión de Behind the Lights en Twitch.                        |
| Gia Miller             | Gia Miller             | Entrevistadora Backstage.                                        |
| Hector "Frodo" Caban   | Hector Caban           | Comentarista en Español para Latinoamérica.                      |
| Heriberto Franco       | Heriberto Franco       | Comentarista en Español para España y México.                    |
| Jack "Moody" Melendez  | Hector Melendez        | Comentarista en Español para Latinoamérica.                      |
| Javier "Gusano" Llanes | Javier Llanes          | Comentarista en Español para España y México.                    |
| Javier "Valky" López   | Javier López           | Comentarista en Español para Latinoamérica.                      |
| Kevin Costin           | Kevin Costin           | Entrenador.                                                      |
| Konnan                 | Carlos Santiago Espada | Creativo. Productor. Comentarista en Español para Latinoamérica. |
| Lance Storm            | Lance Ambrose Evers    | Productor.                                                       |
| Matthew Rehwoldt       | Matthew Rehwoldt       | Comentarista.                                                    |
| McKenzie Mitchell      | McKenzie Mitchell      | Presentadora                                                     |
| Michael Caldwell       | Michael Caldwell       | Director de producción.                                          |
| R.D. Evans             | Robert Evans           | Creativo. Productor.                                             |
| Tom Hannifan           | Tom Hannifan           | Comentarista principal.                                          |
| Tommy Dreamer          | Thomas Laughlin        | Productor.                                                       |